# Barcelona World Race
Barcelona World Race es una competición deportiva de vela organizada por la Fundación de Navegación Oceánica de Barcelona (FNOB). Se trata de una regata alrededor del mundo sin escalas para embarcaciones de 2 tripulantes (navegación a dos) que se celebra cada cuatro años.
La primera edición se inició el 17 de noviembre de 2007, la segunda comenzó el día 31 de diciembre de 2010 a las 13.00 frente al Hotel W en el puerto de Barcelona, y la tercera el 31 de diciembre de 2014.
No se permite ayuda a los tripulantes y la salida y la llegada se ubican en el puerto de Barcelona (España), pasando por los tres cabos (Buena Esperanza, Leeuwin y Hornos) y el estrecho de Cook, dejando la Antártida por estribor.
La longitud aproximada del recorrido es de 25.000 millas náuticas (46.300 km) sobre la ortodrómica, la ruta más corta sobre la superficie de la Tierra. La competición tiene una duración aproximada de 3 meses, y se realiza en yates IMOCA Open 60, unos monocascos de 60 pies.

## Los yates de la clase IMOCA Open 60
Se trata de una “clase open”, es decir, los diseñadores tienen libertad para concebir los barcos siempre y cuando éstos no sobrepasen los 60 pies (18,29 metros) de eslora, los 4,5 metros de calado y su palo no sobrepase los 28 metros sobre el nivel del agua (regla de 2010 no retroactiva).

## I edición
A las 13.00 del 11 de noviembre de 2007 zarpó la flota de la primera edición de la Barcelona World Race, compuesta por 9 yates y 18 tripulantes pertenecientes a siete países: Francia (9), España (4), Reino Unido (1), Australia (1), Estados Unidos (1), Irlanda (1) y Suiza (1).

### Clasificación
| Puesto | Yate                    | Tripulantes                         | Tiempo          |
| ------ | ----------------------- | ----------------------------------- | --------------- |
| 1      | Paprec-Virbac 2         | Jean-Pierre Dick & Damian Foxall    | 92d 8h 49m 49s  |
| 2      | Hugo Boss               | Alex Thomson & Andrew Cape          | 94d 17h 34m 57s |
| 3      | Temenos II              | Dominique Wavre & Michèle Paret     | 98d 6h 9m 10s   |
| 4      | Mutua Madrileña         | Javier "Bubi" Sansó & Pachi Rivero  | 99d 12h 18m 40s |
| 5      | Educación sin Fronteras | Albert Bargués & Servane Escoffier  | 108d 18h 55m 2s |
| 6      | Veolia Environnement    | Roland Jourdain & Jean-Luc Nélias   | retirado        |
| 7      | Estrella Damm           | Guillermo Altadill & Jonathan McKee | retirado        |
| 8      | Delta Dore              | Jérémie Beyou & Sidney Gavignet     | retirado        |
| 9      | PRB                     | Vincent Riou & Sébastien Josse      | retirado        |

## II edición
La salida de la segunda edición tuvo lugar en Barcelona el 31 de diciembre de 2010, con una duración estimada según la organización de 90 días. En el hemisferio sur, hubo tres puertas de seguridad para evitar que los barcos entren en zonas peligrosas debido a la existencia de hielos flotantes.

### Clasificación
| Puesto | Yate                      | Tripulante1       | Tripulante 2       | Tiempos      |
| ------ | ------------------------- | ----------------- | ------------------ | ------------ |
| 1      | Virbac-Paprec 3           | Jean-Pierre Dick  | Loïck Peyron       | 93d 22h 20m  |
| 2      | Mapfre                    | Iker Martínez     | Xabier Fernández   | 94d 21h 17m  |
| 3      | Renault Z.E.              | Pachi Rivero      | Antonio Piris      | 97d 18h 47m  |
| 4      | Estrella Damm             | Alex Pella        | Pepe Ribes         | 98d 20h 45m  |
| 5      | Neutrogena                | Boris Herrmann    | Ryan Breymair      | 100d 3h 13m  |
| 6      | GAES Centros Auditivos    | Dee Caffari       | Anna Corbella      | 102d 19h 17m |
| 7      | Hugo Boss                 | Wouter Verbraak*  | Andy Meiklejohn    | 111d 10h 49m |
| 8      | Fòrum Marítim Català      | Gerard Marín      | Ludovic Aglaor     | 112d 07h 17m |
| 9      | We Are Water              | Jaume Mumbrú      | Cali Sanmartí      | 156.4        |
| 10     | Central Lechera Asturiana | Juan Merediz      | Fran Palacio       | retirado     |
| 11     | Mirabaud                  | Dominique Wavre   | Michèle Paret      | retirado     |
| 12     | Groupe Bel                | Kito de Pavant    | Sébastien Audigane | retirado     |
| 13     | Foncia                    | Michel Desjoyeaux | François Gabart    | retirado     |
| 14     | Président                 | Jean Le Cam       | Bruno García       | retirado     |

*Reemplazando a Alex Thomson, baja de última hora por apendicitis.

## III edición
A las 13.00 del 31 de diciembre de 2014 se dio la salida a la tercera edición de esta competición, que ganó el "Cheminées Poujoulat" en un tiempo récord de 84 días, 5 horas, 50 minutos y 25 segundos.

### Clasificación
| Puesto | Yate                              | Tripulantes                        | Tiempo           |
| ------ | --------------------------------- | ---------------------------------- | ---------------- |
| 1      | Cheminées Poujoulat               | Bernard Stamm & Jean Le Cam        | 84d 5h 50m 25s   |
| 2      | Neutrogena                        | Guillermo Altadill & José Muñoz    | 89d 11h 47m 0s   |
| 3      | GAES Centros Auditivos            | Anna Corbella & Gerard Marín       | 91d 5h 9m 28s    |
| 4      | One Planet, One Ocean & Pharmaton | Aleix Gelabert & Didac Costa       | 98d 9h 12m 9s    |
| 5      | We are water                      | Bruno Garcia & Willy Garcia        | 99d 3h 6m 28s    |
| 6      | Renault Captur                    | Jörg Riechers & Sébastien Audigane | 105d 23h 35m 22s |
| 7      | Spirit of Hungary                 | Nándor Fa & Conrad Colman          | 110d 10h 59m 40s |
| 8      | Hugo Boss                         | Alex Thomson & Pepe Ribes          | retirado         |

## IV edición
La edición de la Barcelona World Race 2018-2019 tenía prevista su salida el día 12 de enero de 2019, pero el 29 de marzo de 2018 el Patronato de la Fundació Navegación Oceànica Barcelona hizo pública la decisión de suspender la edición por una serie de circunstancias desfavorables y aplazarla para los años 2022-2023.